# جون جوزيف سوندرز
جون جوزيف سوندرز (بالإنجليزية: John Joseph Saunders)‏ هو عالم دراسات إسلامية نيوزيلندي، ولد في 17 يونيو 1910، وتوفي في 25 نوفمبر 1972.